# Безхребтый, Михаил Иванович
Михаил Иванович Безхребтый (9 августа 1923 — 31 мая 2015, Москва, Российская Федерация) — советский военачальник, начальник штабов Приволжского и Дальневосточного военных округов, участник Великой Отечественной войны, генерал-полковник (1978). Кандидат военных наук, профессор.

## Биография
Участник Великой Отечественной войны, прошел от командира танка Т-34, командира минометного расчета до комвзвода 65-й Волновахской танковой бригады, начальника штаба танкового батальона. Участник битвы за Берлин.
В 1951 г. окончил полный курс Военной академии бронетанковых и механизированных войск Советской армии, а в 1967 г. — Военную академию Генерального штаба.
Находился на командных должностях — являлся командиром 23-й танковой дивизии, начальником штабов Приволжского и Дальневосточного военных округов.
С 1976 по 1991 гг. — начальник кафедры оперативного искусства Военной академии Генерального штаба Вооружённых Сил СССР, кандидат военных наук, профессор. С 1991 года в отставке.

## Награды
- Орден Отечественной войны I степени
- Орден Отечественной войны II степени

## Воинские звания
- Генерал-майор танковых войск (16.06.1965)
- Генерал-лейтенант (20.05.1971)
- Генерал-полковник (5.05.1978)

## Сочинения
- Безхребтый М. И. Некоторые вопросы подготовки и проведения последовательных по глубине фронтовых наступательных операций // Военно-исторический журнал. — 1984. — № 5. — С. 12—19.